# Mairy
Mairy és un municipi delegat francès, que pertany al municipi de Douzy, situat al departament de les Ardenes i a la regió del Gran Est.
A partir de l'15 de setembre de 2015, Mairy es fusiona amb Douzy.

## Població
El 2007 la població de fet de Mairy era de 206 persones. Hi havia 70 famílies de les quals 12 eren unipersonals (4 homes vivint sols i 8 dones vivint soles), 12 parelles sense fills, 42 parelles amb fills i 4 famílies monoparentals amb fills.
La població ha evolucionat segons el següent gràfic:
Habitants censats

## Habitatges
El 2007 hi havia 78 habitatges, 70 eren l'habitatge principal de la família, 4 eren segones residències i 4 estaven desocupats. Tots els 77 habitatges eren cases. Dels 70 habitatges principals, 53 estaven ocupats pels seus propietaris, 14 estaven llogats i ocupats pels llogaters i 3 estaven cedits a títol gratuït; 1 tenia dues cambres, 6 en tenien tres, 11 en tenien quatre i 53 en tenien cinc o més. 52 habitatges disposaven pel capbaix d'una plaça de pàrquing. A 18 habitatges hi havia un automòbil i a 43 n'hi havia dos o més.

## Piràmide de població
La piràmide de població per edats i sexe el 2009 era:
| Homes | Edats   | Dones |
| ----- | ------- | ----- |
| 0     | 95 o +  | 0     |
| 0     | 90 a 94 | 0     |
| 4     | 85 a 89 | 0     |
| 0     | 80 a 84 | 4     |
| 0     | 75 a 79 | 4     |
| 0     | 70 a 74 | 0     |
| 16    | 65 a 69 | 0     |
| 4     | 60 a 64 | 4     |
| 0     | 55 a 59 | 4     |
| 0     | 50 a 54 | 0     |
| 4     | 45 a 49 | 4     |
| 12    | 40 a 44 | 4     |
| 0     | 35 a 39 | 0     |
| 8     | 30 a 34 | 8     |
| 0     | 25 a 29 | 4     |
| 0     | 20 a 24 | 0     |
| 8     | 15 a 19 | 0     |
| 4     | 10 a 14 | 0     |
| 4     | 5 a 9   | 8     |
| 4     | 0 a 4   | 4     |

## Economia
El 2007 la població en edat de treballar era de 125 persones, 97 eren actives i 28 eren inactives. De les 97 persones actives 88 estaven ocupades (51 homes i 37 dones) i 10 estaven aturades (4 homes i 6 dones). De les 28 persones inactives 5 estaven jubilades, 10 estaven estudiant i 13 estaven classificades com a «altres inactius».

### Ingressos
El 2009 a Mairy hi havia 76 unitats fiscals que integraven 219,5 persones, la mediana anual d'ingressos fiscals per persona era de 16.163 €.

### Activitats econòmiques
Dels 6 establiments que hi havia el 2007, 2 eren d'empreses de construcció, 3 d'empreses de comerç i reparació d'automòbils i 1 d'una empresa de transport.
Dels 2 establiments de servei als particulars que hi havia el 2009, 1 era un paleta i 1 lampisteria.
L'únic establiment comercial que hi havia el 2009 era una floristeria.
L'any 2000 a Mairy hi havia 11 explotacions agrícoles que ocupaven un total de 370 hectàrees.

## Poblacions més properes
El següent diagrama mostra les poblacions més properes.